# Riccardo Taddei
Riccardo Taddei (Pisa, 5 settembre 1980) è un ex calciatore italiano, di ruolo attaccante, collaboratore tecnico della Fiorentina.

## Caratteristiche tecniche
Fantasista dotato di ottima tecnica, ha avuto una carriera in tono minore a causa di gravi e ripetuti infortuni.

## Carriera

### Giocatore
Crebbe nelle giovanili della Fiorentina.
Nel 1997 venne mandato in prestito al Pontedera in Serie C2.
Nella stagione 1999-2000 esordì in Serie A con la maglia della Fiorentina.
Con i viola totalizzò soltanto cinque presenze in tre anni e venne ingaggiato a parametro zero dal Genoa.
Trovò continuità di gioco con la maglia della Cremonese nel 2003-04, accettando di giocare in C2.
Durante quella stagione i lombardi ottennero la promozione in serie C1 e l'anno successivo in serie B, grazie anche alle sue 13 reti, una delle sue stagioni più prolifiche. Prima dell'inizio della stagione 2005-06 si infortuna nuovamente al ginocchio e quell'anno non scenderà praticamente mai in campo.
Nell'agosto del 2007 viene ingaggiato dal Brescia di Serse Cosmi. Dopo le prime prestazioni, fu vittima dell'ennesimo infortunio che lo costrinse a saltare più di mezza stagione. Nel giugno del 2008 ha prolungato il contratto con le Rondinelle fino al 2011. Nel giugno 2010 con la squadra lombarda ottiene la promozione in Serie A.
A causa del suo utilizzo praticamente nullo, il 31 gennaio 2011, durante l'ultimo giorno valido per la finestra di mercato invernale, è stato ceduto a titolo definitivo alla Triestina, in Serie B. Il 9 luglio 2011 è passato al Casale, formazione di Seconda Divisione; dopo 15 reti con i nerostellati ha firmato un triennale Rimini poi rescisso anticipatamente per accettare, nell'estate 2013, l'offerta dell'Alessandria.
Il 19 giugno 2015 la società piemontese comunica che il contratto in scadenza di Taddei non sarà rinnovato, lasciandolo così svincolato.
Il 31 agosto seguente firma per il Catanzaro; il 1º febbraio 2016 rescinde con la società calabrese.

### Allenatore
Il 5 luglio 2016 si ritira dal calcio giocato e diventa il nuovo vice-allenatore di Luca D'Angelo al Bassano, il quale poi viene esonerato il 28 febbraio 2017.
Segue il suo ex allenatore anche alla Casertana, al Pisa e poi allo Spezia. A luglio 2025 entra nello staff tecnico di Stefano Pioli alla Fiorentina.

## Palmarès

### Club

#### Competizioni nazionali
- Serie C1: 1

Cremonese: 2004-2005